# Wang Qiaoling
Wang Qiaoling (王峭嶺) (geb. 1972) ist eine chinesische Menschenrechtlerin.

## Leben
Wang Qiaoling trat insbesondere als Sprecherin der Familienmitglieder inhaftierter Menschenrechtsanwälte hervor, deren Festnahme im Rahmen der sogenannten 709-Verhaftungswelle erfolgte. Ihr Mann, Li Heping, einer der bekanntesten Menschenrechtsanwälte Chinas, wurde ebenfalls während dieser Welle festgenommen und inhaftiert. Wangs Leben wurde durch die Inhaftierung ihres Ehemannes stark geprägt. Trotz wiederholter Einschüchterungen und Drohungen entschied sie sich dafür, öffentlich für die Rechte ihres Mannes und anderer Betroffener zu kämpfen. Sie musste mehrfach umziehen und erlebte zahlreiche Einschränkungen und Überwachungen durch die chinesischen Behörden.

## Wirken
Wang Qiaolings Engagement und ihre Beharrlichkeit im Einsatz für die Freilassung ihres Mannes und anderer inhaftierter Anwälte haben sie zu einer Symbolfigur der Menschenrechtsbewegung in China gemacht. Ihre Bemühungen haben nicht nur national, sondern auch international Aufmerksamkeit und Anerkennung gefunden. Sie erlangte internationale Anerkennung für ihren Einsatz für die Menschenrechte in China. Im Jahr 2016 wurde sie mit dem Deutsch-Französischen Preis für Menschenrechte und Rechtsstaatlichkeit ausgezeichnet. Die Preisverleihung fand unter den Augen der Weltöffentlichkeit statt und wurde von den Außenministern Deutschlands und Frankreichs, Frank-Walter Steinmeier und Jean-Marc Ayrault, durchgeführt. Wang konnte nicht persönlich an der Verleihung teilnehmen und schickte stattdessen eine Videobotschaft. China reagierte auf die Ehrung Wang Qiaolings mit der Einbestellung der Gesandten Deutschlands und Frankreichs in das Außenministerium.